# Vändåtberget
Het Vändåtberget is een natuurreservaat in de Zweedse provincie Västernorrlands län in het landschap Lapland. Het totale oppervlak van het reservaat is 345 ha.